# Rothallenweiher
Der Rothallenweiher ist ein Weiher in der Gemeinde Muttenz im Kanton Basel-Landschaft. Er liegt zwischen Muttenz und Münchenstein auf einer Höhe von 369 m ü. M. in einem bewaldeten Gebiet, das eine grosse Artenvielfalt aufweist. Der Weiher ist ein bedeutendes Amphibienlaichgebiet.

## Entstehung
Der Rothallenweiher entstand vermutlich nach 1900, aufgrund einer Auswaschung von Gips im Felsuntergrund (gipshaltige Keupter-Gesteine). Daraufhin bildete sich eine Doline, da der herausgelöste Hohlraum nicht stabil genug war und in sich zusammenbrach. Die Doline füllte sich mit Wasser, weil die Deckenschotter von einer wasserdichten Lehmschicht überdeckt ist. Woher die Wasserzufuhr genau kommt, ist nicht ganz klar. Vermutlich erfolgt sie unter dem Wasserspiegel vom Weihergrund oder von der Seite her.
Anfang der 1990er-Jahre wurden die ufernahen Buchen für einen besseren Lichteinfall entfernt. Durch das Einbringen einiger Pflanzen konnte sich die bis daher fehlende Ufervegetation bilden und entwickeln. Die Vegetation setzte sich zu der Zeit aus Gelber Iris, Rohrkolben, Igelkolben und Flatterbinse zusammen. Der Röhrichtsraum ist heute wieder verarmt, die Schwimmblatt-Gesellschaft, die sich aus Seerose, Schwimmendem Laichkraut und Ährigem Tausendblatt zusammensetzte, ist ganz verschwunden.

## Artenvielfalt
Das Naturschutzgebiet hat viel Altholz zu bieten und hat deshalb eine grosse Bedeutung für Arten, die solches bewohnen, beispielsweise Fledermäuse, Spechte und Bockkäfer. Auch das Wasser bietet diversen Tieren eine Möglichkeit zur Fortpflanzung. Im März ist die Paarungszeit der Grasfrösche und jedes Jahr finden sich zahlreiche Tiere zu ihrem Laichgeschäft ein. Die von ihnen produzierten Laichballen können jeweils mehrere Quadratmeter der Wasserfläche bedecken.
Eine aussergewöhnliche Vielfalt an Pilzen ist auch vorhanden, weshalb eine verstärkte Lenkung der Erholungsnutzung wichtig ist. Die Vegetationsdecke beim Rothallenweiher und in der Umgebung ist bereits stark geschädigt. Weil eine starke Trittbelastung nicht nur der Pilzflora, sondern dem gesamten Bodenleben schadet, wurde 2011 mit Hilfe von Schülern ein Steg gebaut, auf dem man das Naturschutzgebiet begehen kann. Dadurch kann sich der Waldboden erholen und das Unterholz und die Sträucher können nachwachsen.

## Legenden
Bis heute weiss man nicht, wie tief der Rothallenweiher ist. Früher versuchte man seine Tiefe mit einem Gewicht an einer langen Schnur zu messen. Es ging jedoch immer weiter runter und das führte dazu, dass man überzeugt war, der Weiher stehe mit dem Meer in Verbindung. Alles was je hineinfiel, verschwand für immer. Bei einem Holzeinschlag stürzten einst drei mächtige Buchen in den Weiher, die nie wiedergefunden wurden.
Nach der Schlacht bei St. Jakob an der Birs (1444) soll sich ein Ritter, der mit seinem Ross geflohen war, im dunklen Wald verirrt haben und mitsamt seinem Pferd im Rothallenweiher versunken sein. Diese Legende ist der Grund dafür, dass der Weiher in Münchenstein auch «Totenweiher» genannt wird. Eine weitere Geschichte handelt davon, dass einst ein Fuhrmann mit zwei Pferden im Weiher ertrank. Weder die Pferde noch der Wagen seien je gefunden worden.